# Budu
El budu es una salsa de pescado que supone uno de los productos de pescado fermentado más conocidos en Kelantan (Malasia), así como en el sur de Tailandia. Se elabora tradicionalmente mezclando anchoas y sal en una proporción que va de 2:1 a 6:1, y dejándolo fermentar de 140 a 200 días. Se usa como condimento y normalmente se toma con pescado, arroz y verdura cruda. Es parecido al patis filipino, el ketjap-ikan indonesio, el ngapi birmano, el Nước mắm vietnamita, el ishiru o shottsuru japonés, el colombo-cure indio y pakistaní, el yeesu chino y el aekjeot coreano.

## Características
El producto final resulta de la hidrólisis del pescado y las peptidasas microbianas. El sabor y aroma del budu se deben a la acción de los microorganismos proteolíticos que sobreviven al proceso de fermentación. Suele añadirse azúcar de palma y tamarindo para fomentar la reacción de oscurecimiento y obtener un color marrón oscuro. La relación entre el pescado y la sal es un factor crucial para el producto final resultante. La concentración de sal influye en la actividad microbiana y enzimática, resultando en sabores diferentes. Los microorganismos presentes en la producción de budu suelen clasificarse como halofílicos, desempeñando un papel importante en la degradación proteínica y el desarrollo del sabor y el aroma.
En un condimento tradicional en la costa este de la Malasia Peninsular, especialmente en el estado de Kelantan. Incluso los chinos de Kelantan lo elaboran. Es rico en proteínas y ácido úrico, por lo que no está recomendado para gente que padece gota.